# جیمز گان (فیلم‌نامه‌نویس)
جیمز گان (انگلیسی: James Gunn؛ ‏ ۲۲ اوت ۱۹۲۰ – ۲۲ سپتامبر ۱۹۶۶) فیلم‌نامه‌نویس اهل ایالات متحده آمریکا بود.
از فیلم‌های او می‌توان به قاتل مادرزاد و فیلادلفیایی‌های جوان اشاره کرد.